# 水百景
『水百景』（みずひゃっけい）とは、テレビ東京系列で2005年4月5日から2009年12月29日まで放送されていたミニ番組である。

## 概要
- 協和発酵キリン（旧：協和醱酵工業）の一社提供番組である。
- ナレーターは、渡辺真理（元TBSアナウンサー）
- 日本各地の川や滝など水のある風景を紹介する。

## テーマ曲
- 川井郁子作詞作曲　曲目：水百景　『The Violin Muse』に収録

## 放送地域
- テレビ東京の放送局のある地域に限られている。